# Вайман, Айзик Абрамович
Айзик Абрамович Вайман (12 июля 1922 года, Шепетовка, ныне Хмельницкая область, Украина — 1 апреля 2013 года, Санкт-Петербург) — советский и российский востоковед, исследователь клинописи, предложивший дешифровку протошумерской письменности (надписи из Урука IV—III и из Джемдет-Насра).

## Биография
В 1940 году окончил исторический факультет ЛГУ.
С 1949 — научный сотрудник отдела Востока Государственного Эрмитажа. Участник XXV Международного конгресса востоковедов (Москва, 1960).

## Избранные труды
- Эрмитажная клинописная математическая табличка № 15189 // Эпиграфика Востока. — М.; Л., 1955. — Т. 10. — С. 73–83.
- Клинописная хозяйственная табличка Гос. Эрмитажа № 15066 // Сообщения Государственного Эрмитажа. — 1960. — Т. 19.
- Вавилонские геометрические рисунки пространственных фигур // Историко-математические исследования. — М., 1960. — Т. 13. — С. 379–382.
- Шумеро-вавилонская математика III—I тысячелетия до н. э. — М.: ИВЛ, 1961. — 278 с. (Защ. как дисс… к.и.н.)
- К расшифровке протошумерской письменности (предварительное сообщение) // Переднеазиатский сборник: II. Дешифровка и интерпретация письменности Древнего Востока. — М., 1966. — С. 3–15.
- Формальные особенности протошумерских текстов // Вестник древней истории. — 1972. — № 1.
- О связи протоэламской письменности с протошумерской // Вестник древней истории. — 1972. — № 3.
- Дешифровка двух идеограмм протошумерской письменности // Сообщения Гос. Эрмитажа. — Л., 1972. — Т. 34.
- О квазишумерских табличках Тэртэрии // Археологические Вести. — 1994. — № 3. — С. 181—188.